# Statue du roi Édouard VII (Le Cap)
La statue du roi Édouard VII située sur Grand Parade en face de l’hôtel de ville du Cap, Cap-Occidental en Afrique du Sud, rend hommage au roi Édouard VII (1841-1910). 
Érigée en 1905, trois ans après la fin de la seconde guerre des Boers, elle symbolise alors le triomphe de l'Empire britannique en Afrique du Sud. La statue fut sculptée par William Goscombe John. 

## Descriptif

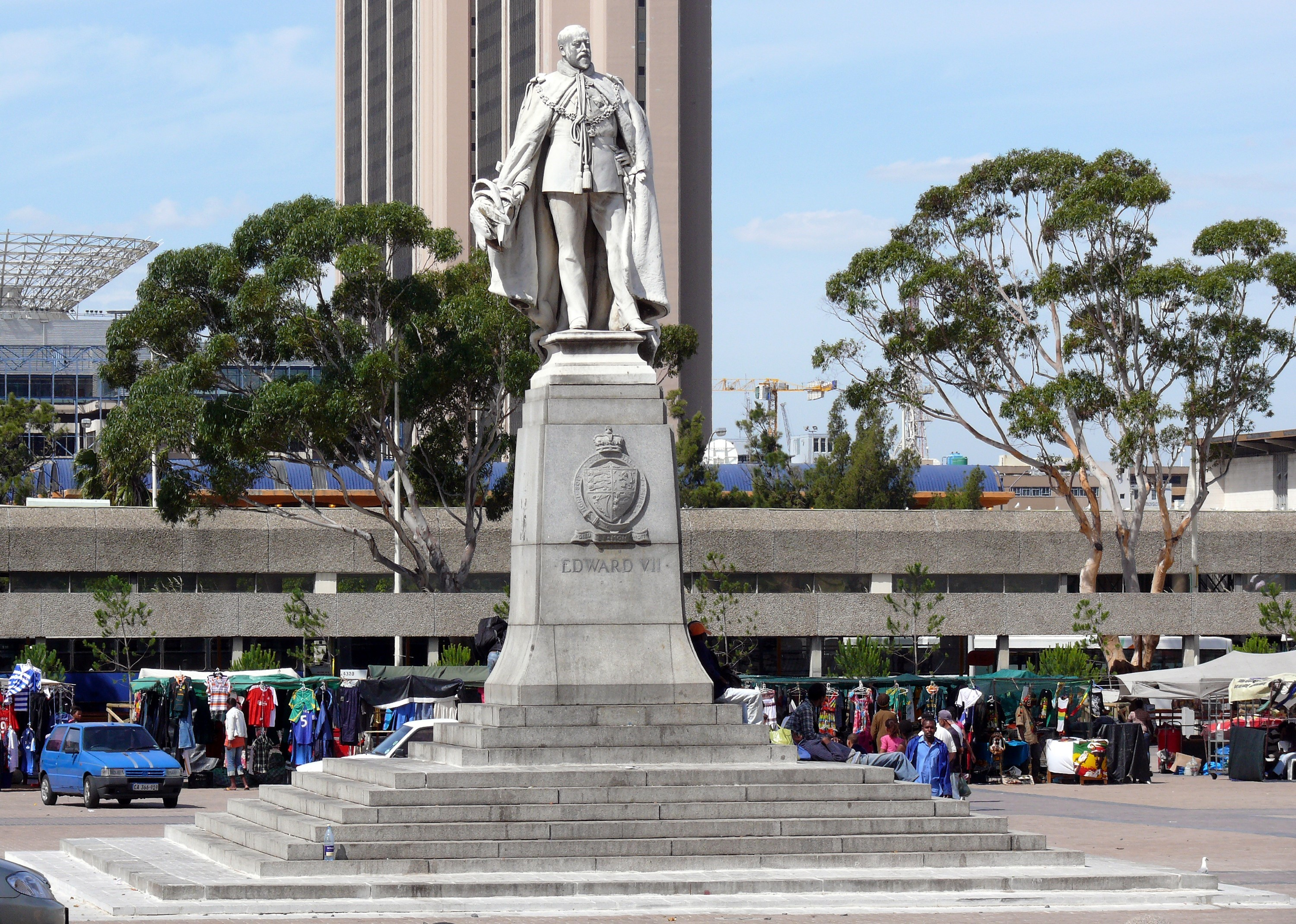
Ensemble du monument à Édouard VII, situé sur Grand Parade au Cap

Juchée sur un haut piédestal en pierre de Queenstown, accessible par des marches situées à la base, la statue blanche en marbre de Carrare de plus de 3 mètres de hauteur, posé sur un socle en granit représente le Roi Édouard VII sous l'apparence d'un maréchal de l'armée britannique. L'ensemble du monument (piédestal + statue) mesure un peu plus de 9 mètres de haut.
Le piédestal est orné des armoiries royales et du nom du Roi.

## Localisation
La statue est située sur Grand Parade, la place faisant face à l’hôtel de ville du Cap.

## Historique
La statue du roi Édouard VII a été érigée et inaugurée en 1905 par Walter Hely-Hutchinson, le gouverneur de la colonie du Cap.